# デルソーレ
株式会社デルソーレは日本の食品メーカー、外食関連事業を行う企業。

## 概要
食品事業部門：ピザ・ナン・トルティーヤ・ナン等の製造、チーズ加工、関連食材販売等。森三中の村上知子が応援団長を務めた「デルソーレ」ブランドを展開。近年ではリトアニア・Mantinga社の冷凍パンなどの輸入販売も手掛けている。
外食事業部門：鶏肉を中心に展開し、「一番どり」「郷どり 燦鶏」「をどり」などの外食ブランドを持つほか、デパ地下の「京鳥（みやこどり）」、たい焼きの「おめで鯛焼き本舗」 、宅配の「上海エクスプレス」などがある。
ドミノ・ピザジャパンと提携するほか、海外展開も行っている。

## 沿革
食料品事業
- 1964年 - 比嘉悦雄が冷凍ピザを輸入し、販売するジェーアンドシーカンパニーを設立[6][7][4]。
- 1965年 - 東京都目黒区に自社工場建設、ピザの自社生産開始[7][4]。
- 1969年 - 福岡県糟屋郡古賀町に九州工場建設[8]。ピザの全国販売を開始[8]。
- 1981年 - ジェーシー・フーズに社名変更[4]。
- 1982年 - 千葉県成田市に東京工場建設（1997年廃止）[8]。
- 1985年 - ドミノ・ピザジャパンへドウボール[注釈 1]や食材等を供給する[9]。チーズの加工製造を行う、三菱商事との合弁会社株式会社ジェー・シー・シー設立[4]。
- 1989年 - 千葉県香取郡大栄町に千葉工場建設[8]。
- 1991年 - 大阪府茨木市に茨木工場建設[8]。
- 1993年 - 店頭公開[4]。
- 1997年 - 東京都稲城市に多摩工場建設[8]。
- 2000年 - ジェーシー・フーズネットに社名変更[8]。
- 2002年 - 「デルソーレ」ブランドを持っていた片岡物産子会社の東京デリカを買収[10]。ジョー・ディマジオの名前を使った「ディマジオ」ブランドから切り替え[10]。

外食事業
- 1980年 - 日本ケンタッキー・フライド・チキンへスモークチキン製造を製造するインターナショナル・プロセス・フーズ設立[4]。
- 1988年 - 日本ケンタッキー・フライド・チキン直営だった「京鳥」ブランド営業譲渡[4]。
- 2002年 - 日本ケンタッキー・フライド・チキン第1号店店長、代表取締役社長を務めた[11]大河原毅が退任時、コムサネットをMBOする[12]。

合併後
- 2003年 - ジェーシー・フーズネットとコムサネットが合併、ジェーシー・コムサ設立[4]。
- 2004年 - 多摩工場他でISO9001:2000取得[8]。
- 2006年 - ポポラマーマと資本提携[13]。千葉工場でISO9001:2000取得[8]。
- 2007年 - 茨木工場他でISO9001:2000取得[8]。
- 2008年 - 第16回優良フードサービス事業者等表彰事業『国産食材安定調達部門』で農林水産大臣賞受賞[14]。九州工場他でISO9001:2000取得[8]。
- 2011年 - ニチレイフーズ、海通食品集団上海有限公司と共に、中華人民共和国上海市に「日爵海食品貿易有限公司」を設立[8]。中国の外食市場において事業展開。
- 2012年 - 子会社のファンシーコーポレーション、ベネフィットデリバリー、ビーデリサービスを吸収合併[15]。神奈川県相模原市に相模原工場建設[8]。中華人民共和国香港に「爵士客香港控股有限公司」設立[8]。
- 2013年 - 中国の欧喜投资(中国)有限公司 と合弁会社、「廊坊欧爵士食品有限公司」設立[16][8]。インドネシアのインドフードCBPスクセス・マクムルと合弁会社、「PT Indofood Comsa Sukses Makmur」設立[17][8]。
- 2015年 - 爵士客香港控股有限公司の株式を売却[18]
- 2020年 - 商号をピザのブランド名に合わせた「デルソーレ」に変更し、本社を渋谷区恵比寿から江東区有明へ移転[19]。

## 主な拠点
- 本社・東日本支社・東京支店 東京都江東区有明3-4-10 TFTビル西館7F
- 多摩工場 東京都稲城市大丸2231
- 名古屋支店 愛知県名古屋市東区代官町34-12
- 西日本支社・大阪支店 大阪府大阪市淀川区西宮原二丁目7番38号
- 九州支店/九州工場 福岡市古賀市新原800
- 相模原工場 神奈川県相模原市南区大野台2丁目26番31号
- 千葉工場 千葉県成田市吉岡709-11
- 茨木工場 大阪府茨木市横江1丁目6番24号

## ブランド
食料品事業
- デルソーレ

外食事業

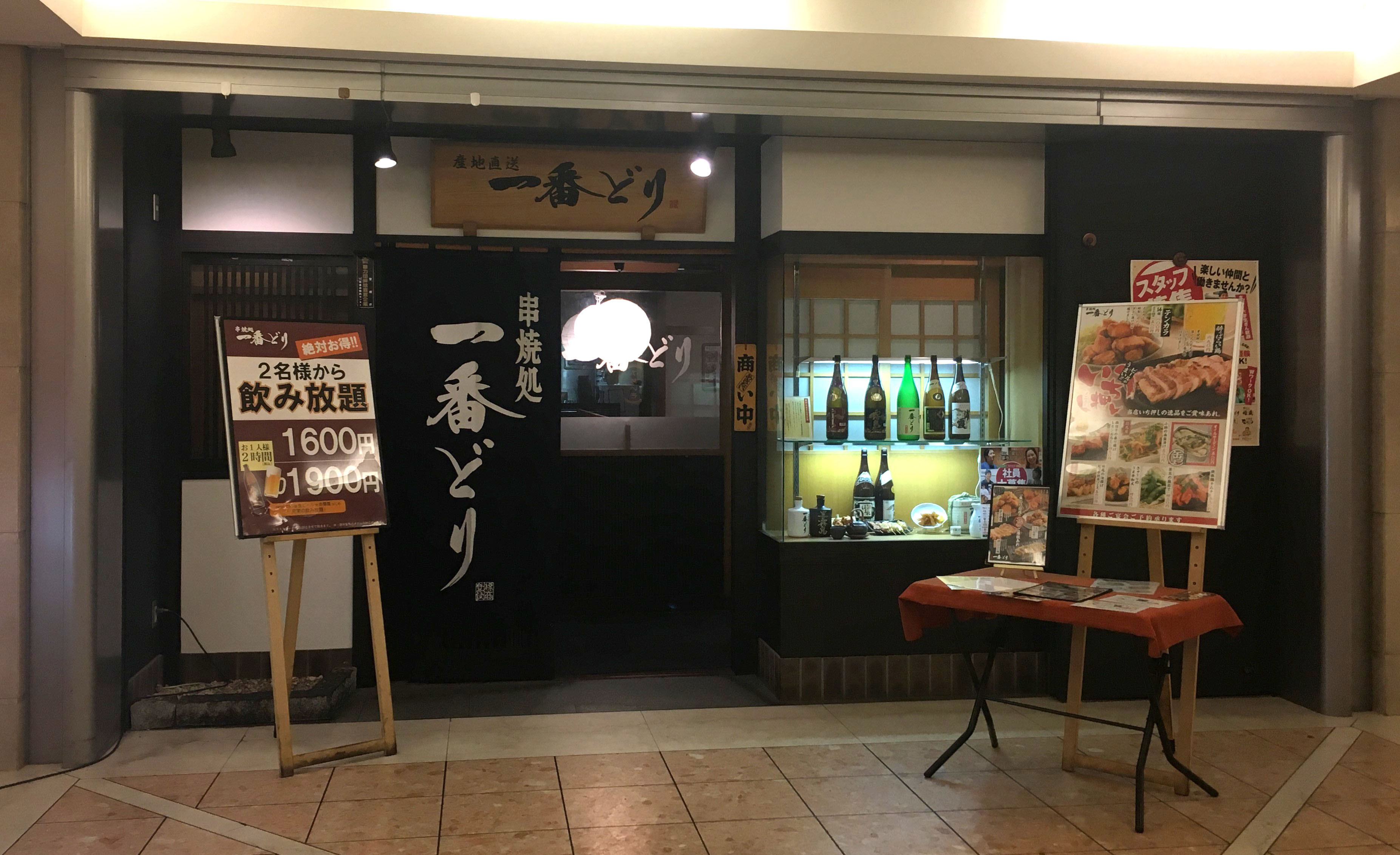
一番どり 新宿パークタワー店

- 一番どり - 串焼きチェーン。東京都、神奈川県、大阪府に出店[20]。
- 郷どり 燦鶏（さとどり　さんけい） - 串焼きチェーン。東京都、神奈川県に出店[21]。
- 牛傳 - 焼肉チェーン。東京都、大阪府に出店[22]。
- 焼鳥をどり  - 炭火焼チェーン。東京都、神奈川県に出店[23]。
- ポポラマーマ - フランチャイズとして千葉県習志野市と東京都東村山市に出店[24]。
- 京鳥 - 持ち帰り専門店。関東と関西の百貨店に出店[25]。
- おめで鯛焼き本舗 - たい焼き店。ゑびす黄金鯛焼き、夢ある町のたい焼き屋さん、羽生パーキングエリアにある文楽焼本舗などの形態がある。「お好み鯛焼き」が有名で高速道路の月間ヒットグルメ1位[26]やサービスエリア売上ランキング1位[27]を獲得している。
- 上海エクスプレス - 中華料理宅配[28]。
- ニューヨーク・ニューヨーク - 洋食宅配[29]。
- 菱膳 - 弁当宅配[30]。
- 松花堂円山 - 仕出弁当宅配[31]。